# Sishui
Sishui (chinesisch 泗水县, Pinyin Sìshuǐ Xiàn) ist ein Kreis in der ostchinesischen Provinz Shandong. Er gehört zum Verwaltungsgebiet der bezirksfreien Stadt Jining. Sishui hat eine Fläche von 1.118 km² und zählt 536.087 Einwohner (Stand: Zensus 2010).
Die Bian-Brücke (卞桥,  Biànqiáo, englisch Bian Bridge) steht seit 2006 auf der Liste der Denkmäler der Volksrepublik China (6-613).